# Jürgen Elsner

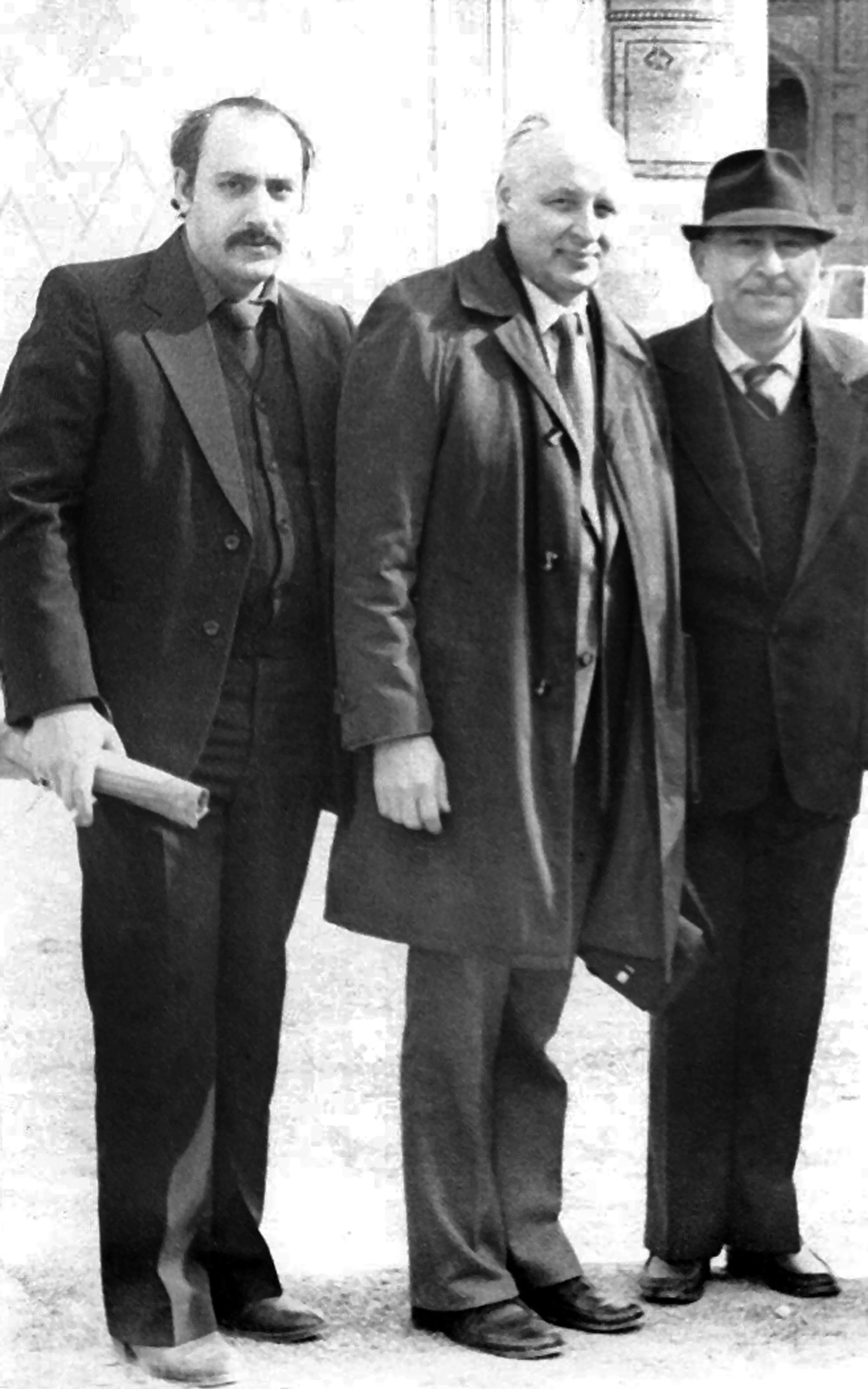
Eldar Mansurov, Jürgen Elsner, Bahram Mansurov in Baku im Jahr 1983

Jürgen Elsner (* 22. April 1932 in Finsterwalde) ist ein deutscher Musikethnologe und Autor.

## Leben
Jürgen Elsner studierte Musiktheorie, Musikwissenschaft und Arabistik an der Deutschen Hochschule für Musik und der Humboldt-Universität zu Berlin. Von 1958 bis 1964 war er wissenschaftlicher Assistent am dortigen Institut für Musikwissenschaft. 1964 wurde er mit der Dissertation Zum vokalsolistischen Vortrag der Eislerschen Kampfmusik zum Dr. phil. promoviert. 1970 habilitierte er sich mit der Arbeit Der Begriff des maqam in Ägypten in neuerer Zeit. Danach unterrichtete er Musikgeschichte und Musikethnologie an der Humboldt-Universität zu Berlin und der Karl-Marx-Universität Leipzig. Von 1975 bis 1993 war er Professor für Musikethnologie an der Humboldt-Universität zu Berlin. Von 1979 bis 1990 war er Leiter des Bereichs Musikwissenschaft.

## Auszeichnungen
- 1971: Hanns-Eisler-Preis

## Schriften (Auswahl)

### Autorenschaft
- mit Nathan Notowicz: Hanns Eisler. Quellennachweise. Deutscher Verlag für Musik, Leipzig 1966.
- Zur vokalsolistischen Vortragsweise der Kampfmusik Hanns Eislers. Deutscher Verlag für Musik, Leipzig 1971. (= Beiträge zur musikwissenschaftlichen Forschung in der DDR, Band 1)
- Der Begriff des maqām in Ägypten in neuerer Zeit. Deutscher Verlag für Musik, Leipzig 1973. (= Beiträge zur musikwissenschaftlichen Forschung in der DDR, Band 5)
- mit Paul Collaer: Musikgeschichte in Bildern. Band 1: Musikethnologie. Lieferung 8: Nordafrika. Deutscher Verlag für Musik, Leipzig 1983.

### Herausgeberschaft
- mit Givi Ordžonikidze: Sozialistische Musikkultur. Traditionen, Probleme, Perspektiven. 2 Bände, Verlag Neue Musik, Berlin 1977/83.
- Die Musik der Alten Welt in Ost und West. Aufstieg und Entwicklung. Akademie-Verlag, Berlin 1968.
- Wir reden hier nicht von Napoleon, wir reden von Ihnen! Gespräche mit Hanns Eisler und Gerhart Eisler. Verlag Neue Musik, Berlin 1971.
- mit Carola Schramm: Dichtung und Wahrheit – die Legendenbildung um Ernst Busch. 2 Bände, Trafo-Verlag, Berlin 2006, ISBN 978-3-89626-591-3 / ISBN 978-3-89626-592-0